# Noisette-Rose
Noisette-Rosen, auch Rosa indica noisettiana, entstanden als erste öfterblühende Kletter-Rosen Anfang des 19. Jahrhunderts in den USA. John Champney züchtete, vermutlich aus Rosa × chinensis 'Old Blush' und einer Moschus-Rose, Rosa moschata, die Sorte 'Champney´s Pink Cluster'. Sein Nachbar Philippe Noisette selektierte 1817 aus Sämlingen dieser Sorte 'Blush Noisette', die der ganzen Rosengruppe ihren Namen gab. Durch spätere Einkreuzung von 'Parks´Yellow China' entstanden gelbe Kletter-Rosen, die heute noch beliebt sind.

## Sorten (Auswahl)
- 'Blush Noisette', 1817, fliederrosa, syn. 'Noisette Carnée'
- 'Aimée Vibert', 1828, weiß
- 'Desprez à fleurs jaunes' (Desprez, ca. 1828-30), zartgelb, mit Rosa schattiert
- 'Bouquet d´Or', 1872, goldgelb
- 'Maréchal Niel', 1864, gelb
- 'Madame Alfred Carriére', 1879, weiß, Weltrose

## Galerie

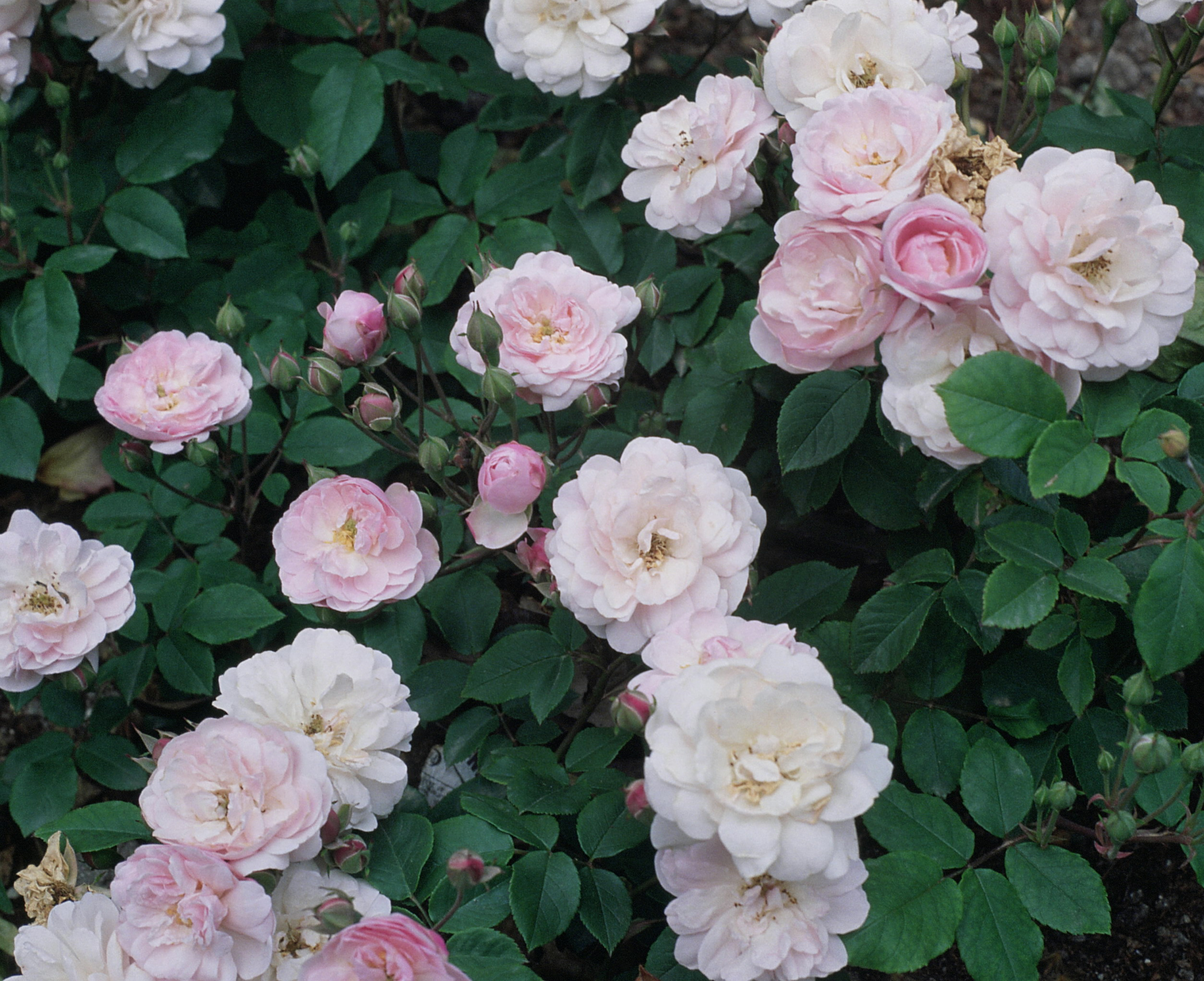
'Blush Noisette', Noisette 1814
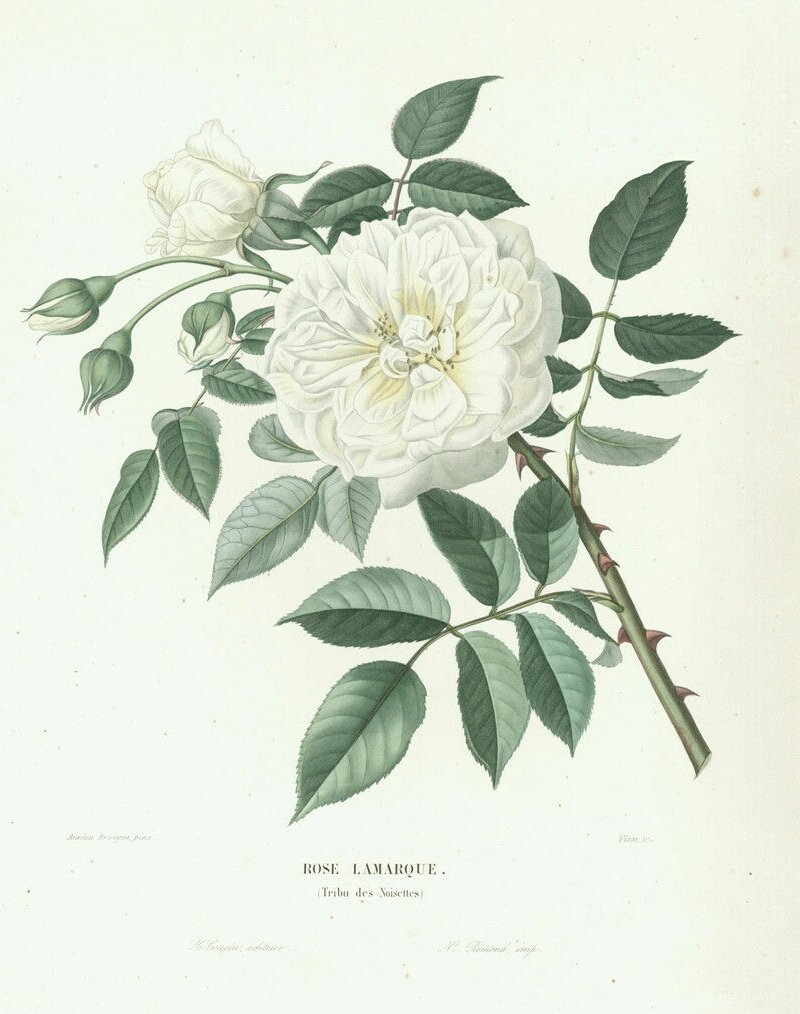
'Lamarque', Maréchal 1830
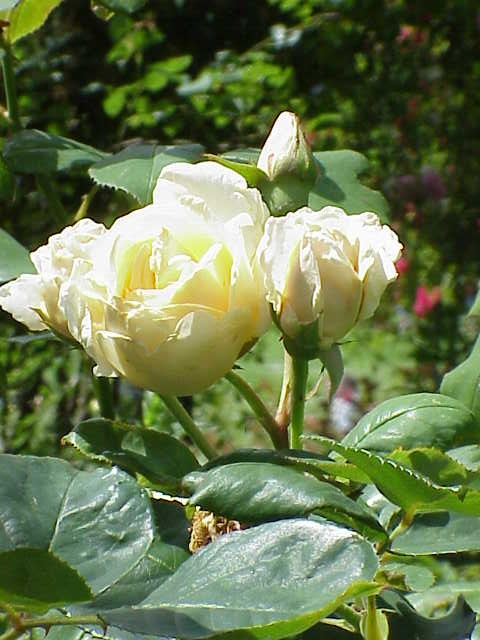
'Bouquet d´Or', Ducher 1872
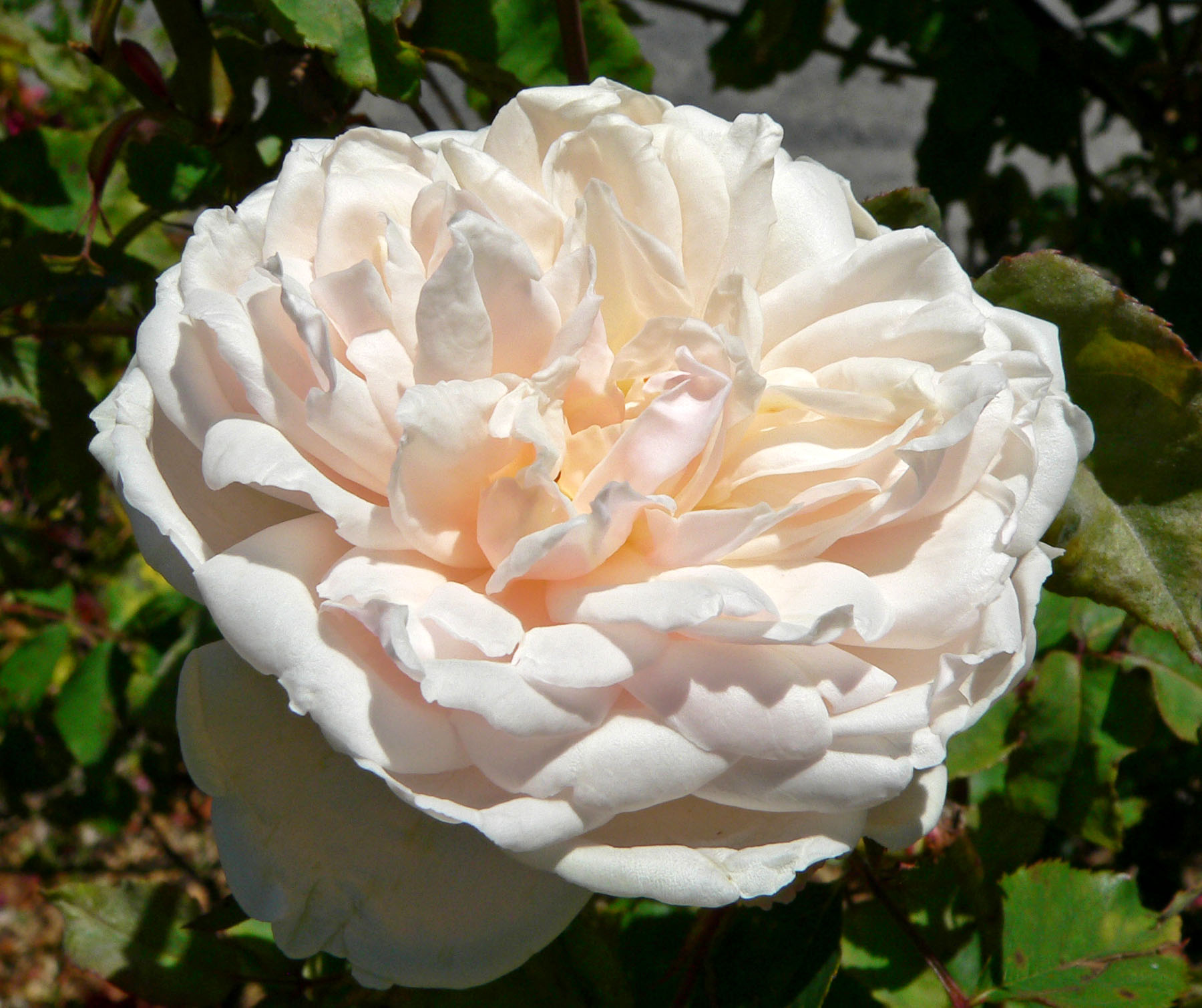
'Madame Alfred Carriére', Schwartz 1879